# Søndermarkens Idræts Klub
Søndermarkens Idræts Klub (eller SIK, Søndermarken IK Viborg) er en dansk fodboldklub hjemmehørende i bydelen Liseborg i den midtjyske domkirkeby Viborg. Klubben er pt placeret i serie 2, efter en rutsjetur fra først Danmarksserien, kval.rækken og sidst Jyllandsserien. Dette skete efter ankomst af Jan Jensen, som cheftræner. Den blev stiftet i 1938.
SIK spiller sine hjemmekampe på Liseborgcentret bane 9, Leofield Road.
Klubben er i ungdomsrækkerne meget kendt i Jylland, og har faktisk en af landets største ungdomsafdelinger, hvor klubben yder en del med hensyn talentarbejde, som har medført en masse spillere til eliteoverbygningen FK Viborg – heriblandt ungdomslandsholdsspiller Kevin Mensah.